# Maxwell Lord
Pour les articles homonymes, voir Lord.
Maxwell Lord est un personnage de fiction de comics, dans l'univers de DC Comics. Ennemi de la Ligue de justice d'Amérique, Il est notamment lié à la Justice League International (en). Il apparait pour la première fois dans Justice League #1 en mai 1987.

## Histoire du personnage
Maxwell Lord a été créé par Keith Giffen, J. M. DeMatteis et Kevin Maguire en 1987.

## Biographie fictive
Maxwell Lord est un riche et brillant homme d'affaires. Il a notamment été à l'origine de la Justice League International. Il possède de grands pouvoirs mentaux, notamment pour contrôler les pensées des autres humains.

## Pouvoirs
Maxwell Lord est secrètement un méta-humain avec la capacité d'influencer télépathiquement les esprits des gens. L'étendue de ses capacités vont de la simple suggestion mentale à la réquisition pure et simple de l'esprit d'autrui comme on le voit avec sa possession complète de Superman où il a pu faire ce qu'il voulait de l'homme d'acier. 

## Apparitions dans d'autres médias
- Un Maxwell Lord dépourvu de pouvoir est apparu dans la série La Ligue des justiciers, dans l'épisode Ultimatum, il est le manager des Ultimen, une nouvelle équipe de super-héros qui se révélera être des clones. Il était doublé par Tim Matheson en version originale.
- Il apparaît également dans la série Smallville, interprété par Gil Bellows.
- Il apparaît dans la série Supergirl, dans laquelle il est interprété par Peter Facinelli.
- Il devait apparaitre sous les traits de Jay Baruchel dans le projet de film avorté de George Miller, Justice League: Mortal (2009).
- Il apparaît dans le film Wonder Woman 1984 (2020) sous les traits de Pedro Pascal. Le personnage est inspiré de plusieurs hommes d'affaires des années 1980, comme Donald Trump et Bernard Madoff[3],[4],[5].
- Il apparaîtra dans le film Superman : Legacy de James Gunn sous les traits de Sean Gunn[6].